# Sus cebifrons
El jabalí de las Bisayas (Sus cebifrons), también denominado cerdo verrugoso o jabalí verrugoso de Bisaya, es una especie de mamífero artiodáctilo de la familia Suidae propio de Filipinas en grave peligro de extinción, pues solo habita en las Bisayas.

## Subespecies
Se reconocen las siguientes subespecies:
- Sus cebifrons cebifrons
- Sus cebifrons negrinus

## Referencias

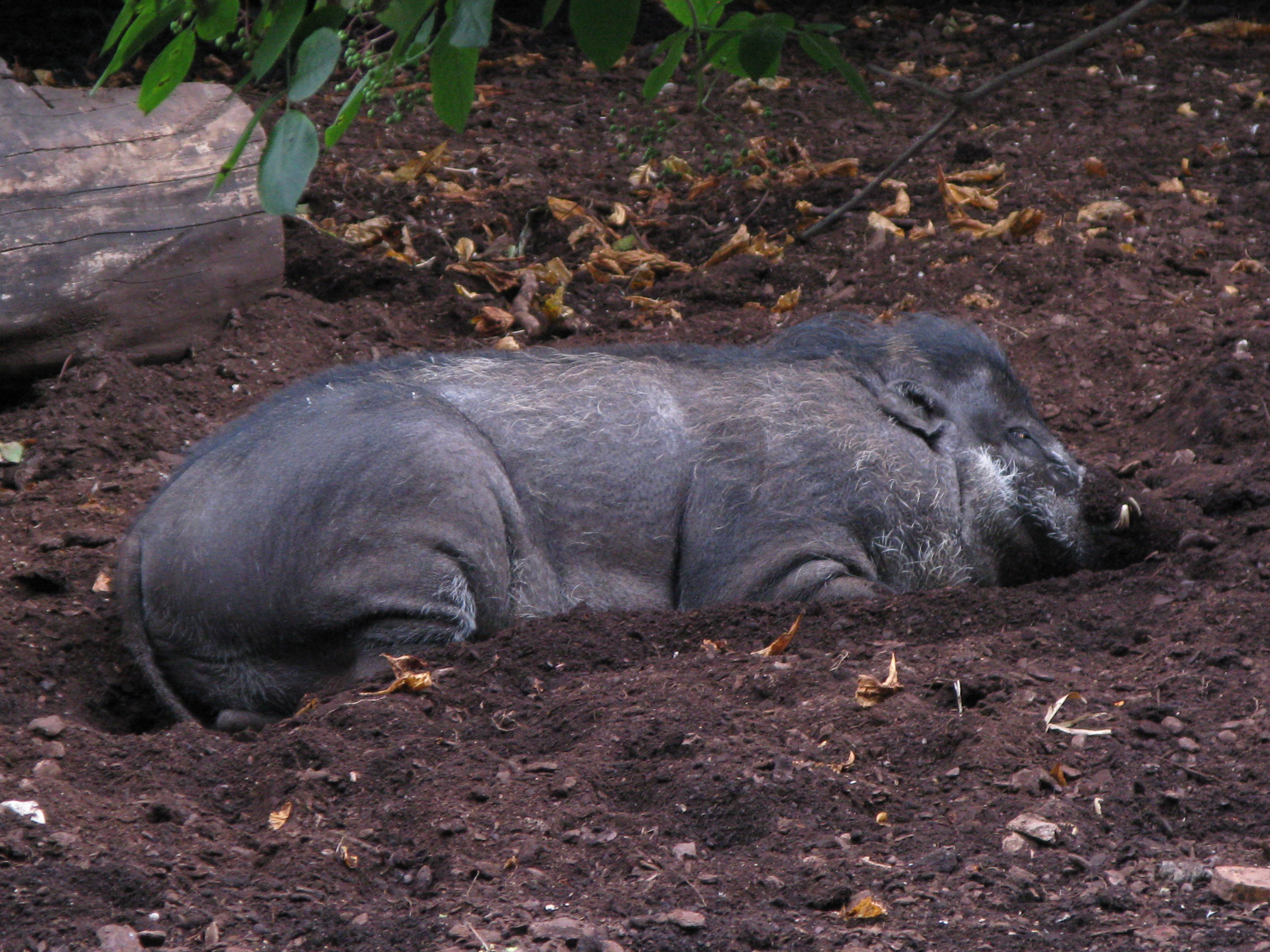
Sus cebifrons aldatzen, Paris.